# Atlapetes melanocephalus
Atlapetes melanocephalus е вид птица от семейство Овесаркови (Emberizidae).

## Разпространение
Видът е разпространен в Колумбия.